# Estatic Fear
Estatic Fear（该名称的第一个字是ecstatic，狂喜和esthetic，美学的合成词）是一支来自奥地利的交响金属乐队。他们的作品涵盖了多种不同音乐风格的元素，例如古典音乐、厄运金属、哥特金属、黑金属和新民谣。

## 历史
- 乐队最初于1994年成立，意欲建立一支融合古典旋律，黑暗金属与哥特金属风格的乐队。乐器是长笛，鲁特琴，钢琴和大提琴的混合使用。
- 1995年Estatic Fear参与了长达一个小时的汇编专辑 "Exit"，由Martin Auzinger和Peter Kern与众多乐队Coffee & Cream,Mortus，Born In The Bottle,Bereavement, Nochtschicht, Herb, Dystrophy, Still No Name, andOut Of Cage合作制作完成。
- 随后在1996年，乐队与CCP Records签约，之后发行了他们的处女专辑"Somnium Obmutum"。这张专辑收录了4首曲目，其中俩首位稍短的器乐演奏，另外俩首为相对较长的歌曲。在这张专辑中，黑暗金属与钢琴和大提琴的管弦乐演奏相糅合，同时有加入了长笛，鲁特琴和吉它的演奏。当地媒体与地下金属歌迷对这张专辑都给予了极大的关注和兴趣。
- 在经历了长达三年的沉寂后，Matthias Kogler 作为一个独立的音乐人录制了第二张专辑 "A Sombre Dance" ，因为其他成员早已都离队。一些音乐人受邀协助专辑中其它乐器的演奏。专辑中的歌曲命名为从 "Chapter I" 到 "Chapter IX" ，意味着这张专辑应该被当作一个故事或者概念来欣赏，听者通过连续的歌曲来理解整体，尽管每首歌曲都是一个不同的篇章。
- 尽管Estatic Fear并没有取得特别大的商业上的成功，在A Sombre Dance发行后他们还是引起了歌迷巨大的狂热。
- 到现在，Kogler 写好的的作品肯定已经足够俩张专辑，但是不确定他是否有时间来录制它们。

## 唱片目录
- Somnium Obmutum（英语：Somnium Obmutum） (1996)

```
 01. Des Nachtens Suss' Gedone
 02. Somnium Obmutum
 03. As Autumn Calls
 04. Ode To Solitude
```

- A Sombre Dance（英语：A Sombre Dance） (1999)

```
 1.Intro (unisono lute instrumental)
 2.Chapter I
 3.Chapter II
 4.Chapter III
 5.Chapter IV
 6.Chapter V
 7.Chapter VI
 8.Chapter VII
 9.Chapter VIII
 10.Chapter IX 　
```

- Estatic Fear的作品同时也出现在奥地利异教金属Hrossharsgrani的专辑 Schattenkrieger(2002, CCP Records)中：

(13) Sechster Schattenzyklus
(14) Wenn Winters Sang und Klang Verstummt;lpl

## 成员

### 最近阵容
- Matthias 'Calix Miseriea' Kogler - 吉他、钢琴
- Milan 'Astaroth Magus' Pejak - 鼓
- Markus Miesbauer - 贝司、人声
- Jürgen 'Jay' Lalik - 人声
- Thomas Hirtenkauf - 人声
- Klaus Kogler - 鲁特琴
- Bernhard Vath - 大提琴
- Claudia Schöftner - 主唱
- Franz Hageneder - 长笛

### 前成员
- Markus Pointner - 鼓
- Beowulf - 人声、贝司
- Stauff - 吉他
- Marion - 人声

### 客座乐手
- Petra Holzl - 长笛